# Cecilio Valgañón
Cecilio Valgañón Gonzalo, llamado Cecilio, nacido en Ezcaray (La Rioja) el 29 de septiembre de 1987, es un ex-pelotari español de pelota vasca profesional en la modalidad de mano, juega en la posición de zaguero.

## Palmarés
- Profesional
  - Campeón del Campeonato de Parejas de promoción, 2012 y 2013
- Aficionado
  - Campeón del mundo sub-22, 2008
  - Campeón de España de clubes, 2008
  - Campeón torneo Diario Vasco, 2008
  - Campeón GRAVN sub-22 parejas, 2007

## Final del parejas de 2.ª Categoría
| Año  | Campeones         | Subcampeones       | Tanteo | Frontón  |
| ---- | ----------------- | ------------------ | ------ | -------- |
| 2012 | Jaunarena-Cecilio | Olazabal-Larrinaga | 22-14  | Labrit   |
| 2013 | Gorka-Cecilio     | Rico IV-Untoria    | 22-15  | Adarraga |